# Бапом
Бапом (фр. Bapaume) — коммуна во Франции, регион О-де-Франс, департамент Па-де-Кале, округ Аррас, кантон Бапом. Расположена в 22 км к югу от Арраса. По  территории коммуны проходит автомагистраль А1 "Нор".
Население (2018) — 3 817 человек.

## История
Бапом расположен в стратегически важном месте между Артуа и равнинами Фландрии с одной стороны и долиной Соммы и районом Парижа с другой. Через Бапом с античности были проложены дороги, одна из которых в 1965 году стала основой современной автострады. Район Бапома был местом множества сражений, здесь были построены римский форт, феодальный мотт, затем замок на мотте. Считается, что здесь останавливалась сама Жанна д'Арк.
В 1335 году в Бапоме были возведены укрепления за пределами стен замка. Однако они оказались малоэффективными, и город неоднократно брали штурмом. В 1540 году император Карл V приказал укрепить город, построив толстые стены и бастионы и применив такие оборонительные системы, как туннели и галереи. Позднее эти укрепления перестроил Вобан.

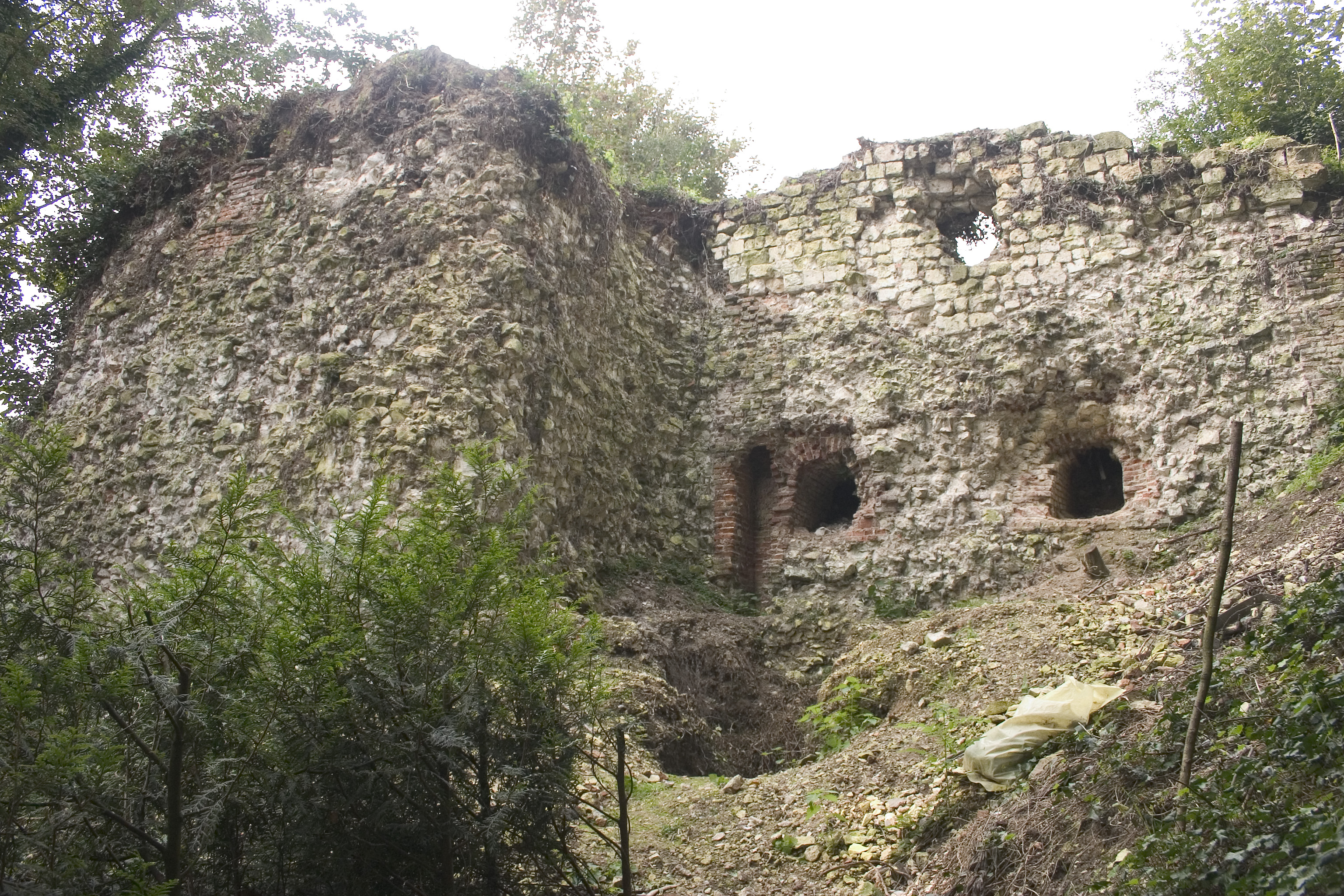
Бастион Дофина

К XIX веку Бапом перестал считаться стратегически важным укреплением. В 1847 году оборонительные укрепления были снесены в процессе испытания новых взрывчатых веществ. Стены и бастионы были взорваны, а рвы засыпаны. Уцелели только главная башня и бастион Дофина, сохранившиеся до настоящего времени. В последние годы были проведены работы по восстановлению подземных галерей, что сделало доступными для посещения укрепление Ла-Рейн и бастион Дофина.
2—3 января 1871 года, в ходе франко-прусской войны в районе Бапома и расположенной рядом деревне Бьевилле-ле-Бапом произошло крупное сражение, вошедшее в историю как Битва при Бапоме. В ходе битвы французские войска под командованием генерала Федерба остановили наступление прусских войск.
Во время Первой мировой войны Бапом был важной стратегической целью во время Битвы на Сомме в 1916 году. Спустя два года 21 августа — 3 сентября 1918 года битва при Бапоме была частью Амьенской операции, ставшей поворотным моментом в ходе войны на Западном фронте. После массированной поддержки артиллерии 29 августа новозеландский батальон британской армии занял Бапом, преодолев мощные оборонительные укрепления немцев.

## Достопримечательности
- Здание мэрии с беффруа 1931-1932 годов, построенное по подобию средневекового здания, разрушенного в 1917 году
- Церковь Святого Николая 1924 года, построенная на месте одноименной церкви 1600 года, разрушенной во время Первой мировой войны
- Мотт, местонахождения средневекового шато; сейчас вокруг него разбит парк
- Памятник погибшим и пропавшим без вести в двух мировых войнах

## Экономика
Структура занятости населения:
- сельское хозяйство — 1,2 %
- промышленность — 14,9 %
- строительство — 2,7 %
- торговля, транспорт и сфера услуг — 37,6 %
- государственные и муниципальные службы — 43,6 %

Уровень безработицы (2017) — 19,2 % (Франция в целом — 13,4 %, департамент Па-де-Кале — 17,2 %). 

Среднегодовой доход на 1 человека, евро (2017) — 16 870 (Франция в целом — 21 110, департамент Па-де-Кале — 18 610).

## Демография
Динамика численности населения, чел.

## Администрация
Пост мэра Бапома с 2014 года занимает социалист Жан-Жак Коттель (Jean-Jacques Cottel), бывший депутат Национального собрания Франции. На муниципальных выборах 2020 года возглавляемый им левый блок победил в 1-м туре, получив 66,66 % голосов.
| Период | Период | Фамилия          | Партия                             | Примечания                                                                     |
| ------ | ------ | ---------------- | ---------------------------------- | ------------------------------------------------------------------------------ |
| 1965   | 1982   | Анри Гиде        | Радикальная партия                 | учитель, член Генерального совета департамента, депутат Национального собрания |
| 1982   | 2002   | Жан-Пьер Делевуа | Объединение в поддержку Республики | член Генерального совета департамента, сенатор                                 |
| 2002   | 2004   | Анни Дюэ         |                                    | заместитель директора больницы                                                 |
| 2004   | 2014   | Жан-Пьер Делевуа | Союз за народное движение          | министр, омбудсмен Республики                                                  |
| 2014   |        | Жан-Жак Коттель  | Социалистическая партия            | депутат Национального собрания                                                 |

## Города-побратимы
- Мёрс, Германия
- Анструтер, Шотландия

## Галерея

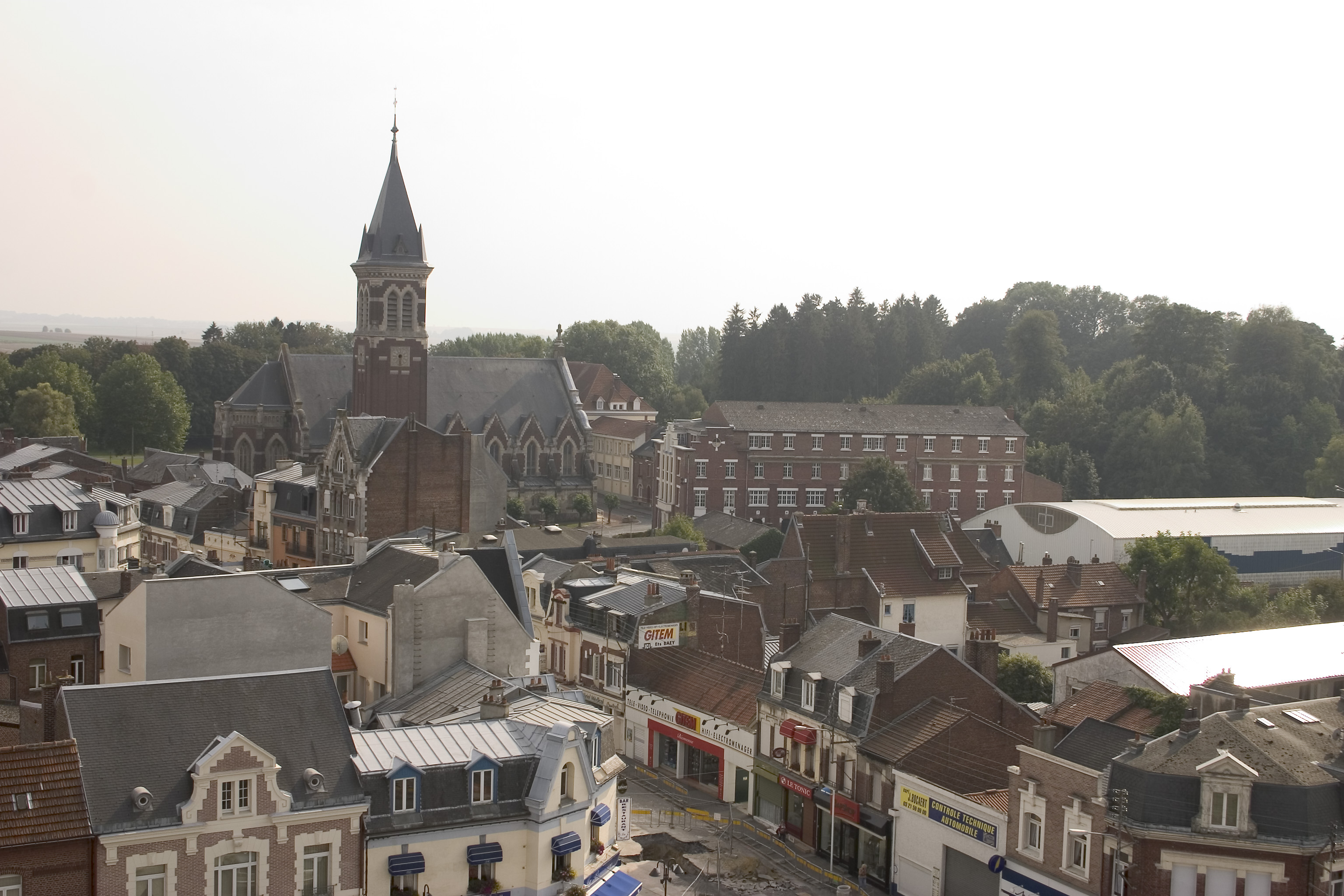
Вид на город с беффруа
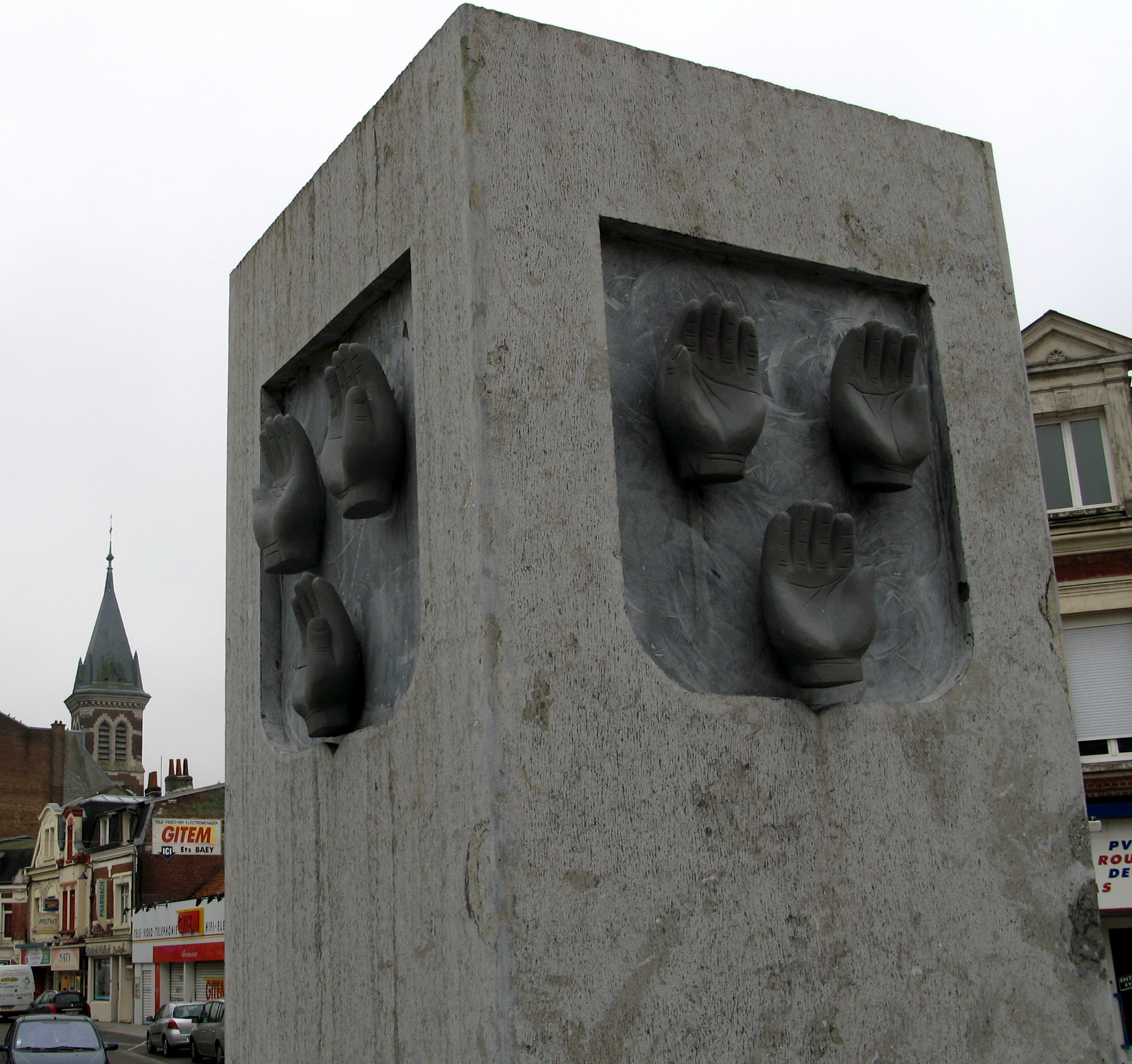
Символ города – три ладони